# Chrysosplenium taibaishanense
Chrysosplenium taibaishanense är en stenbräckeväxtart som beskrevs av J.T. Pan. Chrysosplenium taibaishanense ingår i släktet gullpudror, och familjen stenbräckeväxter. Inga underarter finns listade i Catalogue of Life.